# گوشو جینچو
گوشو جینچو (بلغاری: Гошо Гинчев؛ زادهٔ ۲ دسامبر ۱۹۶۹) یک بازیکن فوتبال اهل بلغارستان است.
وی همچنین در تیم ملی فوتبال بلغارستان بازی کرده‌است.